# Esrum
Esrum er en lille by i Nordsjælland med 513 indbyggere  (2024), i Esbønderup Sogn umiddelbart nord for Esrum Sø. Esrum ligger i Gribskov Kommune og tilhører Region Hovedstaden.
I middelalderen var Esrum hjemsted for Esrum Kloster og en del af klosteret er bevaret i dag. Esrumgård er sognets største.
Desuden er den gamle Esrum Mølle ved Esrum Å stadig i funktion.
Resterne af Esrum Kanal ses i byens østlige udkant. Kanalen blev gravet i 1800-tallet og gik fra Esrum Sø til Dronningmølle.

## Etymologi
Esrum (i 12. århundrede skrevet Eserum, Esrom) er afledt af det oprindelige navn på Esrum Sø (i 1585 Esse Sø). Efterleddet -rum betyder "åben plads skabt ved rydning".

## Historie
Oprindeligt bestod Esrum kun af klosteret, men i 1682 hørte under dette tillige syv huse uden jord. Erik Pontoppidan beskriver i 1764 og Nicolai Jonge gentager 1777 forholdene således: "Ved Esrom Closter 4 Huusmænd, og Vangehuuse 10 af adskillige Navne, samt Esrom Kroe."
Omkring år 1900 beskriver J.P. Trap: Kongeriget Danmark forholdene således: "Esrom med Skole, Mølle, Bageri, Bryggeri, Kro, Fællesmejeri (Esromgård) og Bygningen Esrom Kloster, hvori der er Bolig og Lokaler for Filialbestyreren under Frdb. Amtstuedistr." På dette tidspunkt var der således udviklet en mindre vejby. Men trods det forholdsvis gode udgangspunkt lå Esrum ikke gunstigt for fortsat byudvikling: først i 1940 nåede indbyggertallet 312, hvilket voksede til 360 indbyggere i 1945, hvorefter indbyggertallet faldt til 322 i 1950, 307 i 1955, 291 indbyggere i 1960. I 1965 var indbyggertallet atter vokset en smule til 313 indbyggere.

## Daniels kilde
Munken Daniel i Esrum Kloster har lagt navn til Daniels kilde, der nu er så godt som udtørret. Selv drak Daniel af kilden og blev helbredt af abbed Vilhelm af Æbelholt. Folk fra omegnen hentede vand fra Daniels Kilde imod forskellige sygdomme, særlig udslæt, hovedpine og gigt.

## Esrom ost
Esrom er en halvfast fisket ost, der regnes for en dansk kopi af den franske ost saint-paulin. Esrom blev navngivet i 1952 efter Stresa-konventionen og var tidligere kendt som dansk ost af Port Salut-typen.
I 1996 blev Esrom BGB-certificeret (Beskyttet Geografisk Betegnelse) sammen med tre andre danske komælksoste. Størstedelen eksporteres til Tyskland.